# Dosbarrios
Dosbarrios es un municipio y localidad española de la provincia de Toledo, en la comunidad autónoma de Castilla-La Mancha. Cuenta con una población de 2203 habitantes (INE 2024).

## Toponimia
El término «Dosbarrios» se debe a que en su origen fueron dos pueblos separados (uno cristiano y otro musulmán, debido a ello la luna islámica en el escudo del pueblo) por el valle que se llamaba de Carábanos (Valdecarábanos). Tras el fin de su reconstrucción en 1230 por parte de Rodrigo Riquer y sus hermanos Pedro Riquer y Don Riquer, éstos envían una misiva al rey Enrique I de Castilla en el que le informan de que "poblamos Duos Barrios". En las pocas menciones oficiales posteriores hacia esta población siempre vuelve a ser denominada «Dosbarrios», «Dos Barrios».

## Historia
Durante la Reconquista de los siglos XI y XII fue un pueblo fronterizo. A causa de esto se creó en una peña cercana a la aldea el castillo de Monreal, actualmente en ruinas, a cuya sombra surgió un poblado, el de Monreal, abandonado en el siglo XIV, debido al avance de la Reconquista hacia el sur. Debido a estos dos poblados podría haber derivado el nombre de la localidad.
En 1154 pasa a manos de Antolino Portaguerra por donación de Alfonso VII. En 1177 Alfonso VIII dona a la Orden de Santiago, entre otros lugares, el castillo de Dos Barrios. En 1192 comenzaría su repoblación en virtud del fuero otorgado por Rodrigo Yenéguez, maestre de Santiago, a favor de Rodrigo Riquer y sus hermanos. 
El 6 de marzo de 1201, Alfonso IX concede la población y su castillo a Pedro Martínez de Ocariz y sus descendientes. En un documento de 1213 aparece Dos Barrios en el que se indica la adquisición de Cabañas de Yepes. En 1575 aparece en el cuestionario que en 1575 Felipe II mandó a los ayuntamientos para su contestación.
En 1809, durante la batalla de Ocaña, en la Guerra de la Independencia, el brigadier José Zayas, tras recibir constantemente órdenes contradictorias, se sostuvo algún tiempo en su puesto. Tras la toma de Ocaña por los soldados de Girard y de Desolles, Zayas tuvo que retirarse, haciéndolo en buen orden, retrocediendo paso a paso hasta llegar a Dosbarrios, donde los franceses terminarían apresando sus tropas y quemando la villa. A diferencia de la creencia que provoca su nombre, gran parte de la batalla de Ocaña ocurrió en Dosbarrios.

## Geografía
Ubicación
La localidad está situada a una altitud de 707 m sobre el nivel del mar. El municipio se encuentra situado en una llanura bastante elevada en la comarca de la Mesa de Ocaña y linda con los términos municipales de Cabañas de Yepes, Ocaña, Villatobas, La Guardia y Huerta de Valdecarábanos, todos de Toledo.
| Noroeste: Ocaña                    | Norte: Ocaña    | Noreste: Ocaña      |
| Oeste: Cabañas de Yepes            |                 | Este: Villatobas    |
| Suroeste: Huerta de Valdecarábanos | Sur: La Guardia | Sureste: La Guardia |

Clima
| Parámetros climáticos promedio de Dosbarrios en el periodo 1968-2003                                                                                   | Parámetros climáticos promedio de Dosbarrios en el periodo 1968-2003 | Parámetros climáticos promedio de Dosbarrios en el periodo 1968-2003 | Parámetros climáticos promedio de Dosbarrios en el periodo 1968-2003 | Parámetros climáticos promedio de Dosbarrios en el periodo 1968-2003 | Parámetros climáticos promedio de Dosbarrios en el periodo 1968-2003 | Parámetros climáticos promedio de Dosbarrios en el periodo 1968-2003 | Parámetros climáticos promedio de Dosbarrios en el periodo 1968-2003 | Parámetros climáticos promedio de Dosbarrios en el periodo 1968-2003 | Parámetros climáticos promedio de Dosbarrios en el periodo 1968-2003 | Parámetros climáticos promedio de Dosbarrios en el periodo 1968-2003 | Parámetros climáticos promedio de Dosbarrios en el periodo 1968-2003 | Parámetros climáticos promedio de Dosbarrios en el periodo 1968-2003 | Parámetros climáticos promedio de Dosbarrios en el periodo 1968-2003 |
| Mes | Ene.                                                                 | Feb.                                                                 | Mar.                                                                 | Abr.                                                                 | May.                                                                 | Jun.                                                                 | Jul.                                                                 | Ago.                                                                 | Sep.                                                                 | Oct.                                                                 | Nov.                                                                 | Dic.                                                                 | Anual                                                                |
| --- | -------------------------------------------------------------------- | -------------------------------------------------------------------- | -------------------------------------------------------------------- | -------------------------------------------------------------------- | -------------------------------------------------------------------- | -------------------------------------------------------------------- | -------------------------------------------------------------------- | -------------------------------------------------------------------- | -------------------------------------------------------------------- | -------------------------------------------------------------------- | -------------------------------------------------------------------- | -------------------------------------------------------------------- | -------------------------------------------------------------------- |
| Precipitación total (mm) | 44.10                                                                | 35.40                                                                | 37.20                                                                | 47.10                                                                | 54.60                                                                | 29.20                                                                | 12                                                                   | 13.70                                                                | 30.90                                                                | 50.40                                                                | 48                                                                   | 51.90                                                                | 454.50                                                               |
| Fuente: Ministerio de Agricultura, Alimentación y Medio Ambiente. Datos de precipitación para el periodo 1968-2003 en Dosbarrios 29 de octubre de 2012 |                                                                      |                                                                      |                                                                      |                                                                      |                                                                      |                                                                      |                                                                      |                                                                      |                                                                      |                                                                      |                                                                      |                                                                      |                                                                      |

## Demografía
Cuenta con una población de 2203 habitantes (INE 2024).
| Gráfica de evolución demográfica de Dosbarrios entre 1842 y 2021                                                                                                   |
| |
| Población de derecho según los censos de población del INE Población de hecho según los censos de población del INEEn estos censos se denominaba Dos-Barrios: 1842 |

## Símbolos
El escudo heráldico y la bandera que representan al municipio fueron aprobados oficialmente el 16 de abril de 2001. El escudo se blasona de la siguiente manera:

Escudo de azur, castillo de oro mazonado de sable, fuente de oro y creciente de plata puestos en palo, resaltadas de Cruz de Santiago de gules fileteada de plata. Al timbre corona real cerrada.
Diario Oficial de Castilla-La Mancha nº 51 de 27 de abril de 2001

La descripción textual de la bandera es la siguiente:

Bandera rectangular, de proporciones 2:3, formado por un paño azul celeste con el escudo municipal en el centro.
Diario Oficial de Castilla-La Mancha nº 51 de 27 de abril de 2001

## Administración
| Periodo   | Nombre                                     | Partido    |
| --------- | ------------------------------------------ | ---------- |
| 1979-1983 | César E. J. Palomino Díaz                  | UCD        |
| 1983-1987 | Manuel de Vega de la Peña                  | AP/PDP/UL  |
| 1987-1991 | Antonio Mata del Barco                     | PSOE       |
| 1991-1995 | Antonio Mata del Barco                     | PSOE       |
| 1995-1999 | Mª. Carmen Palomino Álvarez                | PP         |
| 1999-2003 | Mª Carmen Palomino Álvarez                 | PP         |
| 2003-2007 | Juan Bautista Martínez-Raposo Román-Toledo | PSOE       |
| 2007-2011 | Francisco Fernández García-Caro            | PP         |
| 2011-2015 | Francisco Fernández García-Caro            | PP         |
| 2015-2019 | Francisco Fernández García-Caro            | PP         |
| 2019-2023 | Verónica Fernández Palomino                | Ciudadanos |
| 2023-act. | Mª Carmen Portillo Pedraza                 | PP         |

## Patrimonio histórico-artístico
A destacar el castillo de Monreal y las ermitas de la de la Virgen del Rosario y de San Antón, además de la iglesia de Santo Tomás Cantuariense y el convento de los Trinitarios, declarado en Bien de Interés Cultural en 2010 y usado en la actualidad como sala de fiestas y auditorio. La fuente de los cinco caños, trazada por un discípulo de Don Juan de Herrera.
En relación con la ermita de Dosbarrios, que es donde se encuentra la patrona Nuestra Señora Virgen del Rosario Del Campo. Cuenta la leyenda que por los años de 1558, una imagen de la Virgen del Rosario creada en Madrid estaba siendo llevada a Andalucía, cuando se hizo de noche y el carro estuvo obligado a pararse, los transportadores buscaban cobijo, cuando, se dieron cuenta de que la virgen miraba hacia Dosbarrios, los trabajadores pensaron que era una señal divina de que la imagen quería quedarse en el pueblo. Tiempo después se empezó a construir una ermita. En la que se dejó la imagen de la virgen. En plena Guerra de la Independencia Española, el edificio fue utilizado como cuadra de caballos, que la deterioró bastante obligando a ser restaurada. El edificio fue restaurado varias veces, en concreto tres veces.

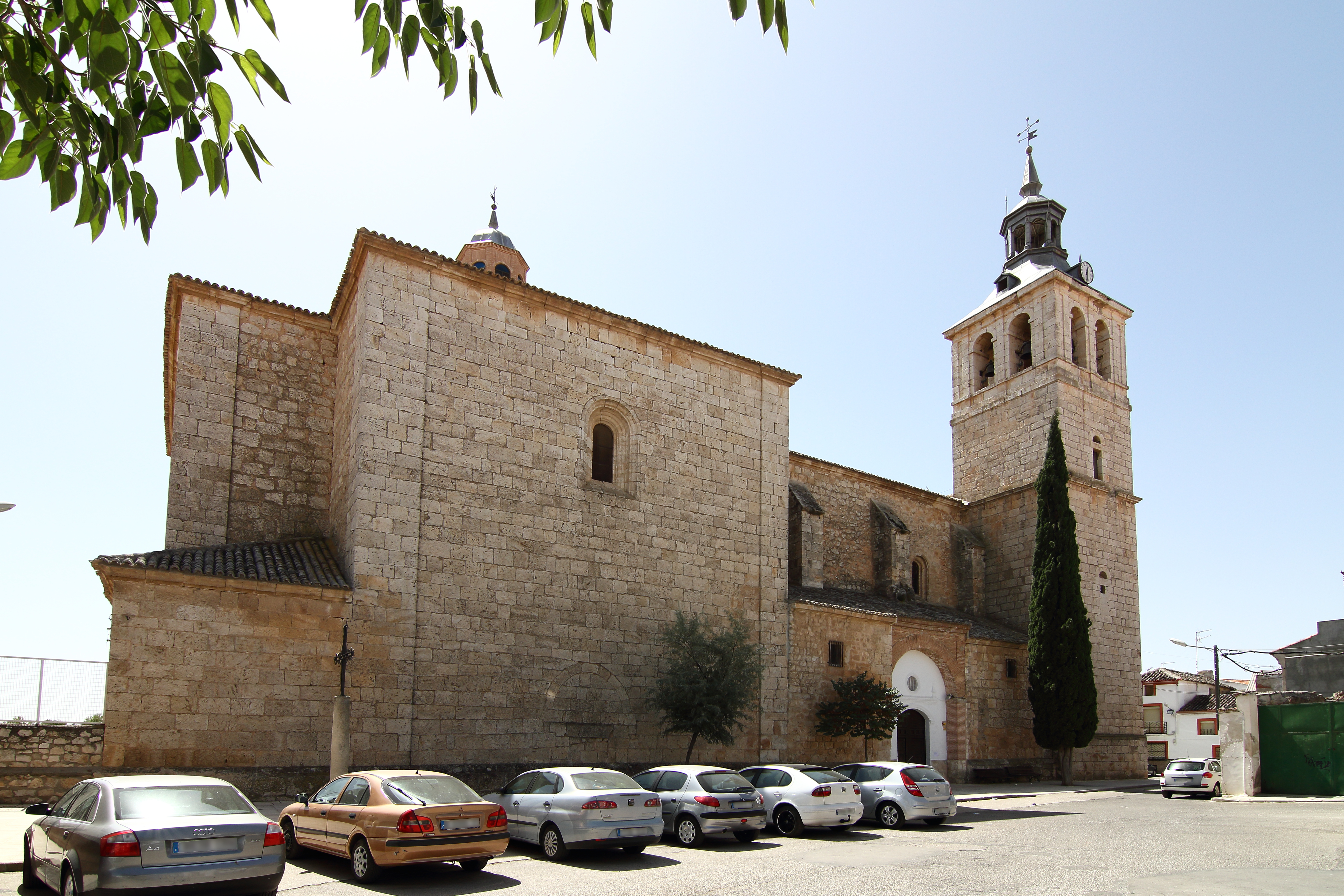
Iglesia de Santo Tomás Cantuariense

La iglesia de Santo Tomás Cantuariense es el mayor edificio religioso del pueblo. La primera iglesia fue construida en el siglo XII, sin embargo fue ampliada en el siglo XVI hasta como está hoy. El retablo está cubierto de pan de oro. Una leyenda cuenta que dentro de la iglesia hay un pasillo oculto en el que se contacta con la escultura de Santo Tomás, que se baja cada cien años para hacer una procesión en su honor.

## Fiestas
- Fiesta de las Ánimas Benditas, lunes y martes siguientes a carnaval.
- Fiestas en honor a San Isidro Labrador, 14 y 15 de mayo
- Fiestas en honor al patrón de Dosbarrios Nuestro Padre Jesús Nazareno, (Jesús de Mayo) del 1 al 5 de mayo
- Fiestas en honor a San Cristóbal, fin de semana anterior al 25 de julio
- Fiestas Grandes en honor a la patrona de Dosbarrios la Virgen del Rosario del Campo, tercera semana de septiembre.
- Día de la patrona nuestra señora del Rosario del Campo, 7 de octubre